# Sebastiano Mazzoni
Sebastiano Mazzoni (1611 - 1678) foi um pintor italiano do período barroco e poeta, estudou na oficina de Baccio del Bianco.

## Obras

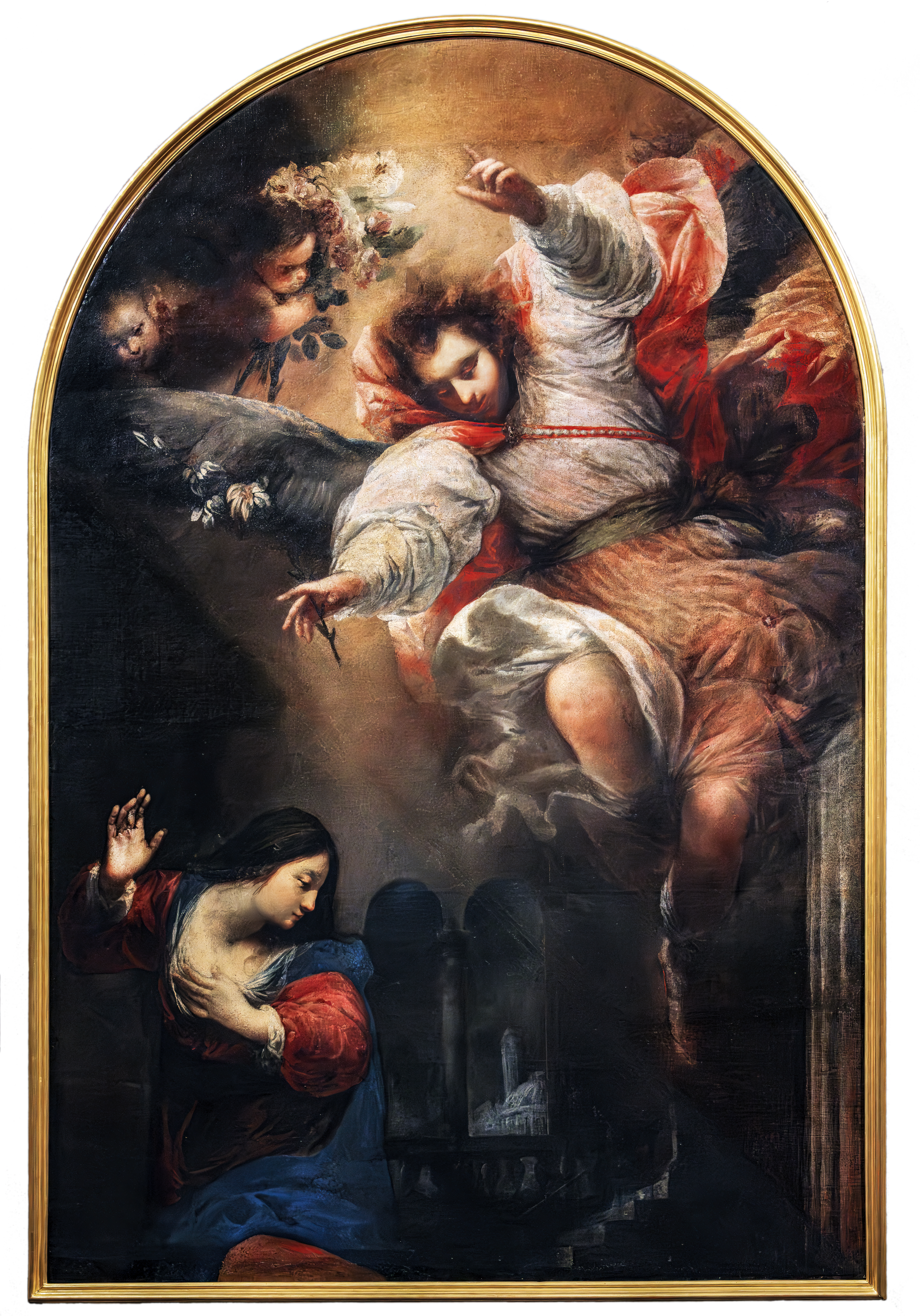
Anunciação
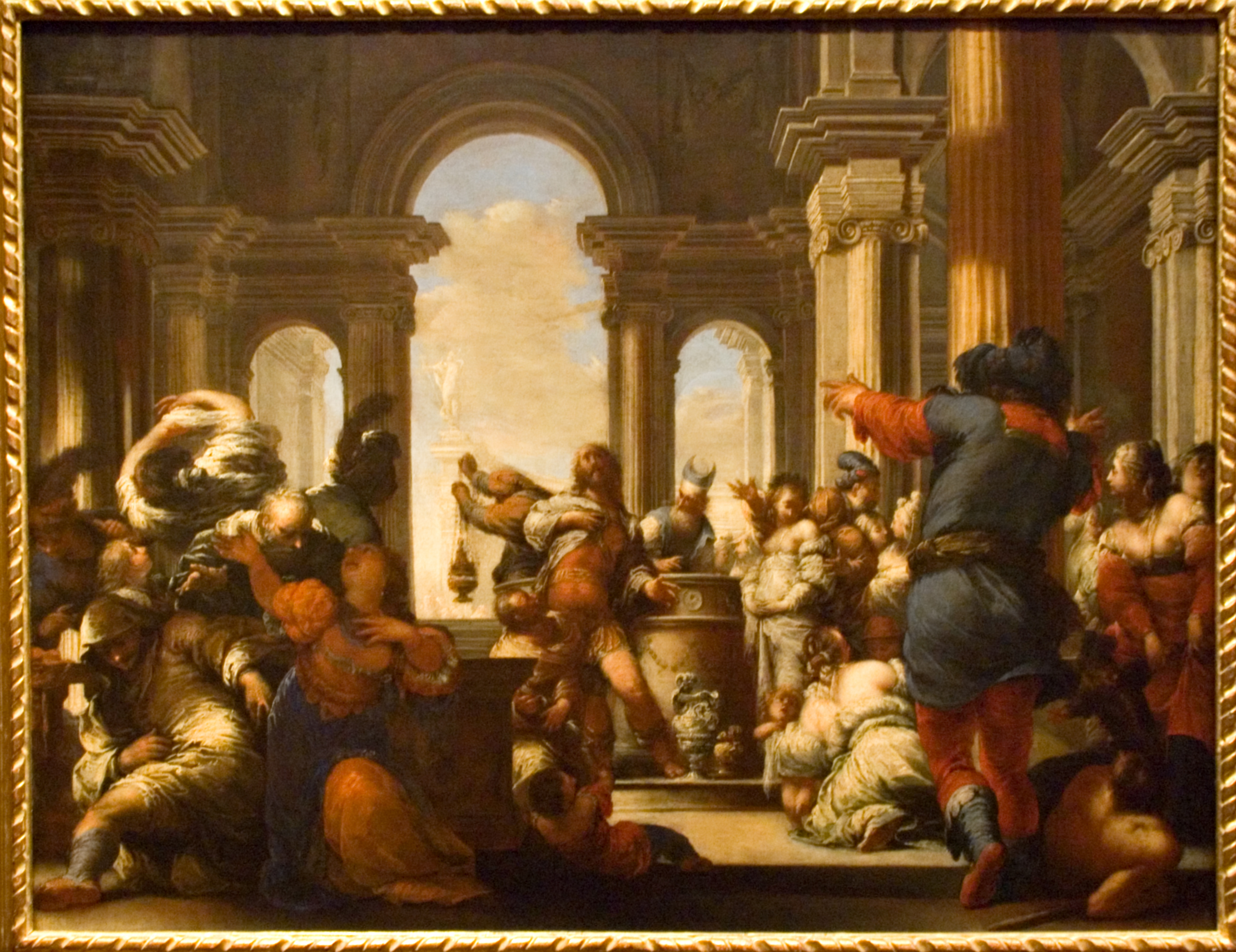
Sacrifício da Filha de Jefté
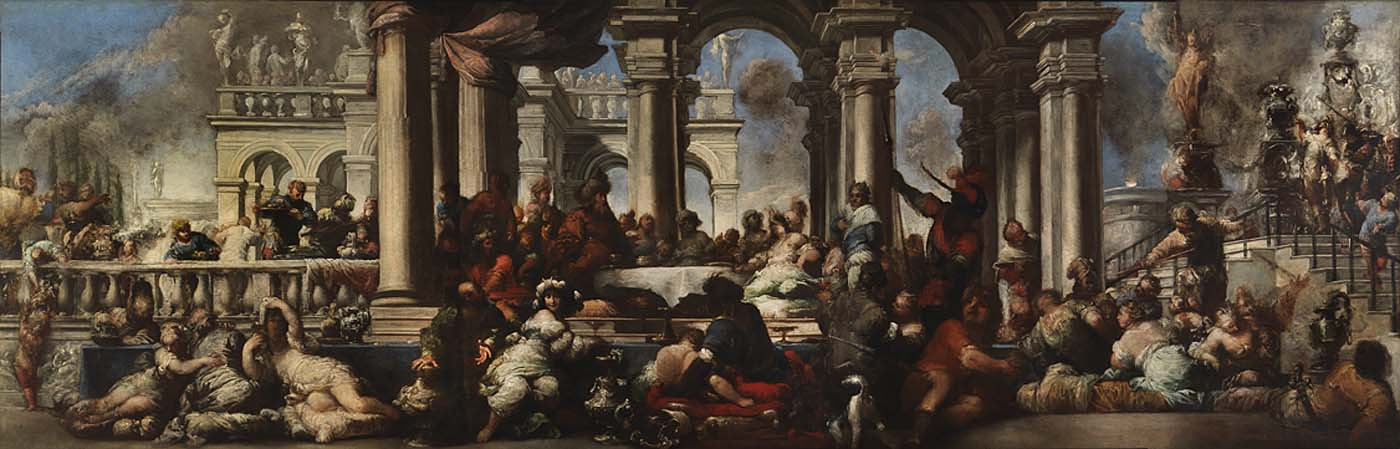
O banquete de Cleópatra, 1660, Altura: 106 cm; Largura: 332,4 cm